# Kultur i Sverige

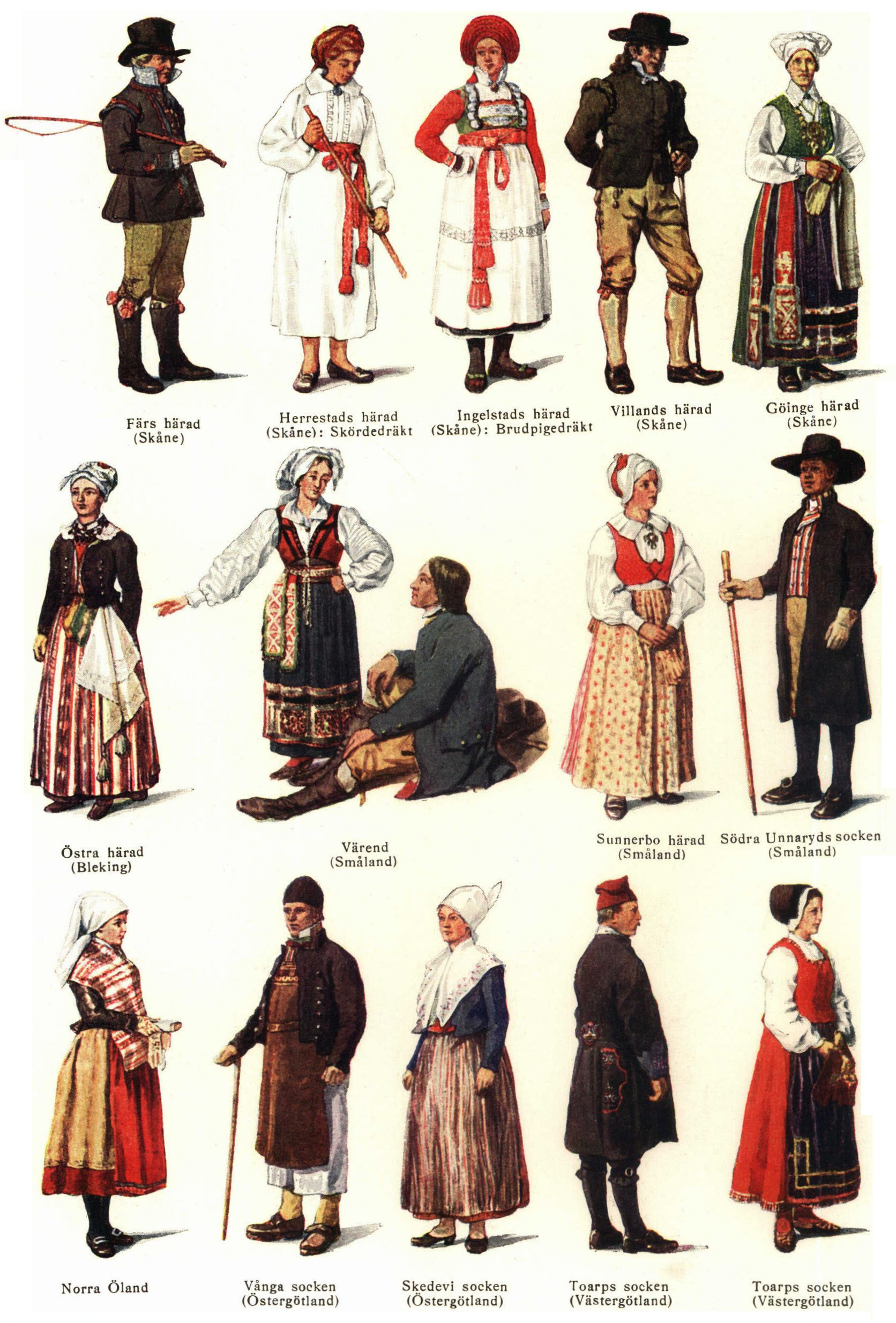
Svenska folkdräkter, enligt Nordisk familjebok.

Uttrycket kultur i Sverige omfattar allt kulturliv i Sverige, medan svensk kultur vanligen räknas som en västerländsk, närmare bestämt nordisk kultur, och delar egenskaper och uttryck främst med dessa.

## Begreppet svensk kultur
Begreppet kultur har olika betydelser. I en mer populär betydelse står kultur för synliga yttringar och handlingar, exempelvis  musik, maträtter, klädsel och enkelt observerbara ageranden. Inom samhällsvetenskapen betonar man istället skillnader i värderingar, normer och institutioner. Den danske filologen Hartvig Frisch (1893-1950) gav den observerbara definitionen att kultur är vanor. De flesta empiriska forskare i komparativa värderingar och normer, exempelvis Geert Hofstede, framhåller kultur som beständig över tid. Många av våra vanligaste föreställningar uppvisar en anmärkningsvärd kontinuitet. Andra, postmodernt orienterade forskare, betonar istället kulturens föränderliga natur och svenskhet som identitet; vad som betraktats som svenskt har varierat över tid. Den svenska kulturen är kopplad till den svenska folkgruppen, till statsbildningen Sverige och dess geografiska område. Hur gammal eller hur djupt förankrad en viss företeelse måste vara för att betraktas som en del av svensk kultur är en diskussionsfråga.

## Svenska språket

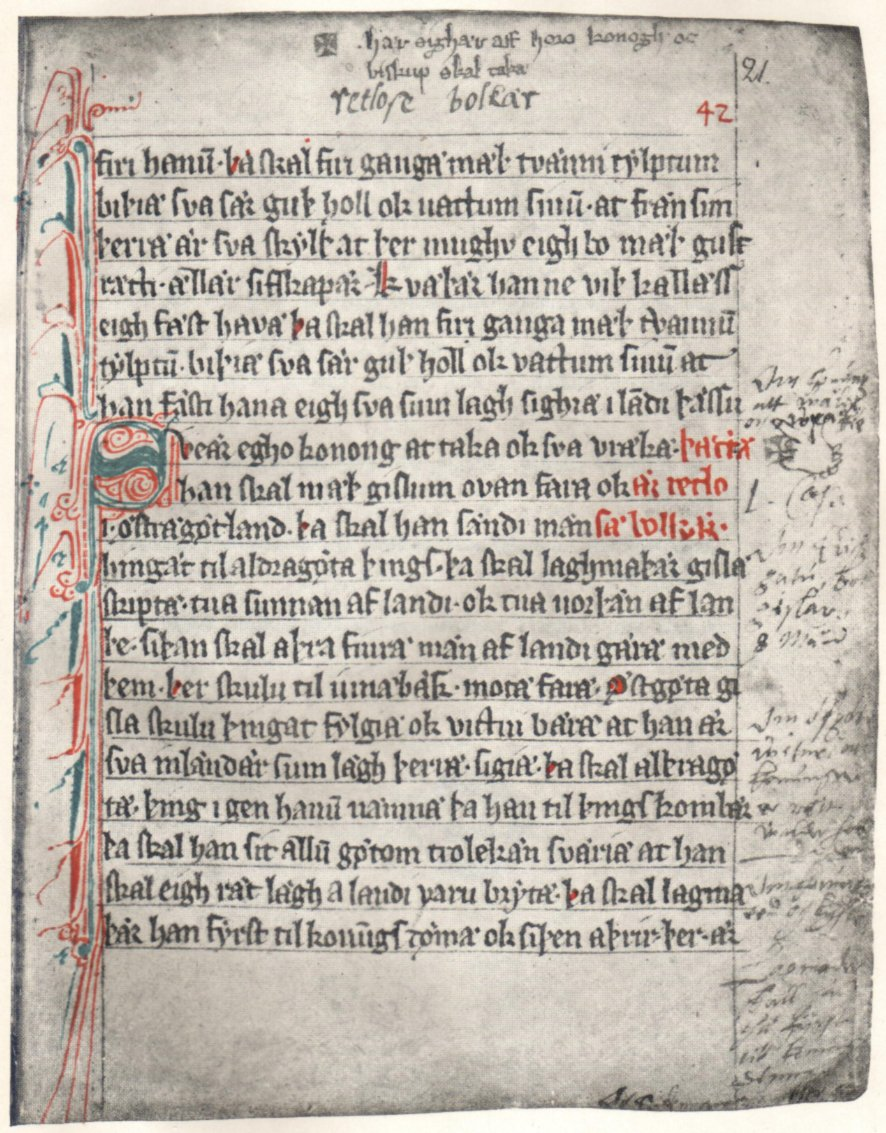
Det tidigaste kända exemplaret av Äldre Västgötalagen från 1280-talet, en av de tidigaste exemplen på svenska skrivet med det latinska alfabetet.

Svenska är ett indoeuropeiskt språk som tillhör den nordgermanska grenen av de germanska språken. Det är ett fastlandsskandinaviskt språk med ömsesidig begriplighet mot danska och norska. Svenska är nationalspråk i Sverige, modersmål för i princip samtliga 8 miljoner infödda invånare och andraspråk för cirka 1,2 miljoner invandrare. I Finland talas svenska av cirka 5,5 % av befolkningen. Tidigare har det funnits vidsträckta svenskspråkiga områden i Estland.
Omkring Kristi födelse hade det germanska språk som talades i Skandinavien (urnordiska) genomgått några större förändringar och utvecklats till fornnordiska. Detta språk skrevs med runalfabetet, den så kallade futharken. Fornnordiskan genomgick förändringar som inte var likartade i hela norden och resulterade under 800-talet att tre olika dialekter, en västlig, en östlig och en gutnisk, utvecklades: fornvästnordiska, fornöstnordiska och forngutniska, där den mellersta varianten talades i merparten av nuvarande Sverige. På 1100-talet började dialekterna som talades i nuvarande Sverige och Danmark att skilja sig från varandra och delas på 1200-talet i fornsvenska och forndanska dialekter. Termen fornsvenska används om den medeltida svenskan och har sin början cirka 1225. 
Mot 1500-talet hade grammatiken i vardagsspråket och i icke-religiös litteratur till stor del förenklats så att den började likna dagens svenska. Gustav Vasas bibel var ett stort steg mot en mer konsekvent svensk stavning men strider om olika stavningsförslag pågick fram till tidigt 1800-tal. Nusvenska, som har sin början från ungefär 1900, är det språkstadium som den moderna svenskan tillhör. Stavningen var slutligen standardiserad med stavningsreformen 1906. Den största förändringen som skett är en allmän stilförskjutning av den formella svenskan mot det mer lättlästa och talspråkliga. En viktig språksocial förändring skedde på 1960-talet med den så kallade du-reformen.
Under åren lånades många ord in från främst andra europeiska språk: under medeltiden främst latin och grekiska (främst på det andliga området) och lågtyska (handel, stads- och hovkultur). Under 1700-talet kom franskan att dominera, under 1800-talet återkom tyskan, och under 1900-talet har engelskan dominerat.
En rad svenska ord har blivit lånord inom andra språk - framför allt i finskan. Till engelskan har svenskan exporterat bland annat orden "gravlax", "ombudsman", "orienteering" och "smorgasbord".

## Konstarter
Sverige har en rik historia inom olika konstarter och populärkulturella uttryck. Under vikingatiden fram till äldre medeltid kom de flesta influenserna på svenska kulturuttryck från övriga Norden medan den katolska kyrkan och den tyska kultursfären utgjorde viktiga influenser under medeltiden. Under frihetstiden början kom det kulturella influenser från England, vilket sedan avlöstes av att fransk kultur hade ett starkt inflytande under senare delen av 1700-talet. Under 1800-talet så var det återigen den tyska kulturen som influerade mest, inte minst tysk romantik och filosofi. Efter andra världskriget har den engelskspråkiga världen dominerat. Inflytandet från Europa är dock fortsatt starkt: fyra femtedelar av alla böcker och musikskivor importeras från Europa, liksom nio av tio tidskrifter. Deltagandet i kulturaktiviteter är högt. Svenskar har det högsta deltagandet i konstnärliga och kulturella aktiviteter inom EU .

### Litteratur

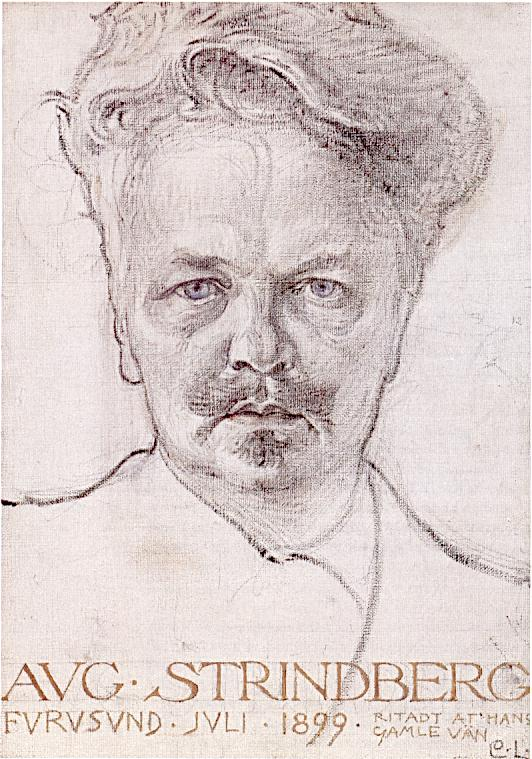
August Strindberg porträtterad 1899 av Carl Larsson. Strindberg har inspirerat berättare som Ingmar Bergman, Franz Kafka och Eugene O'Neill.

### Musik

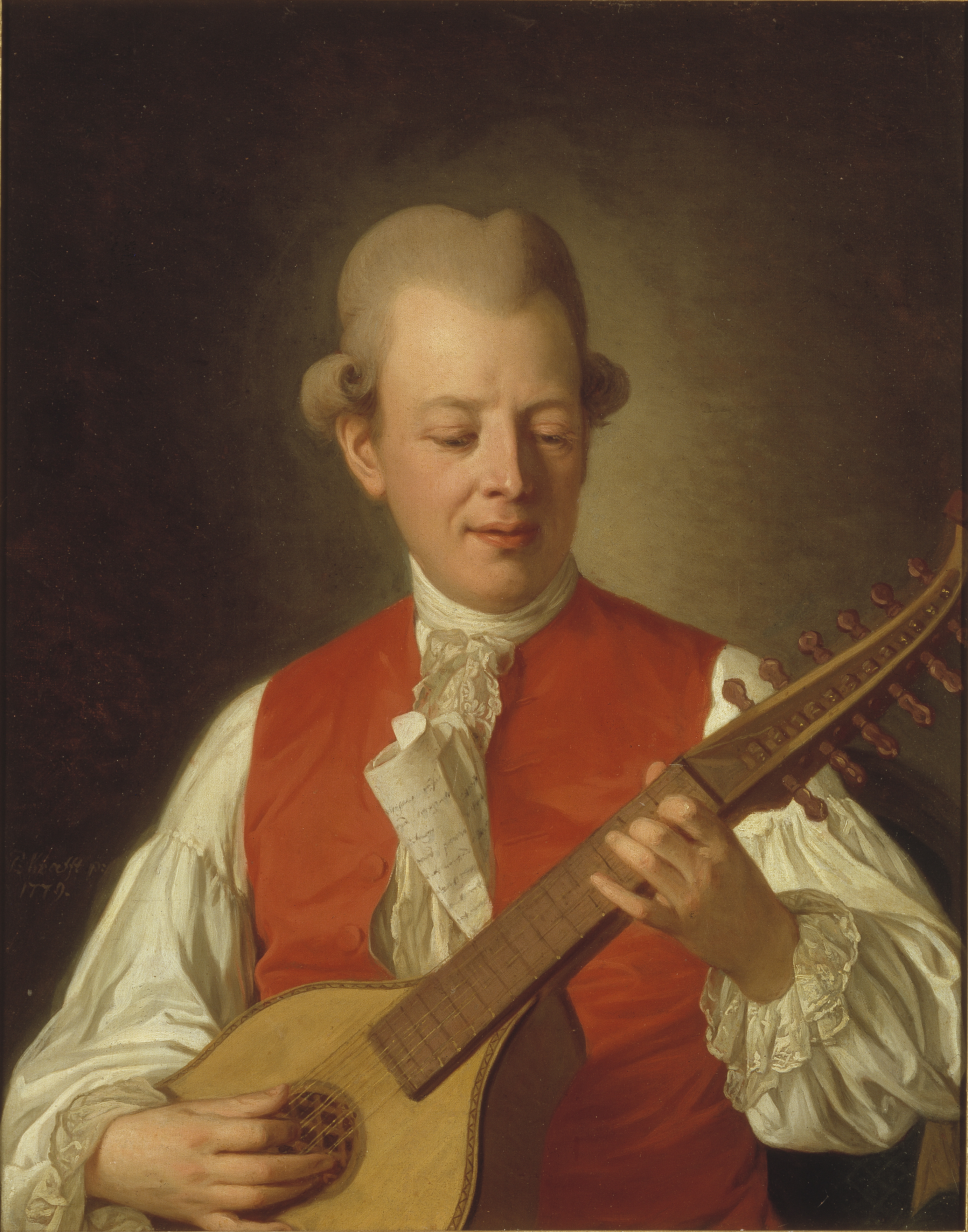
Carl Michael Bellman, porträtterad av Per Krafft (1779). Efter ett besök i Sverige önskade Vladimir Lenin översätta Bellmans sånger till ryska.

Svensk folkmusik var populärmusiken bland landsbygdens befolkning i huvudsak mellan 1600-talet och slutet av 1800-talet. Ett ord många förknippar med svensk folkmusik är spelmansmusik: en dansmusik som oftast är fiolbaserad. Till spelmansmusiken hör gånglåtar och brudmarscher samt dansrytmerna polskor, vals, schottis, hambo och polka. Svensk klassisk musik, från 1600-talet och framåt, är en del av den västerländska klassiska musiken. Sveriges mest kände barocktonsättare är Johan Helmich Roman, som kallats den svenska musikens fader. Franz Berwalds begåvning rönte liten uppskattning under hans livstid. Bland svenska romantiker finns Hugo Alfvén, Wilhelm Peterson-Berger och Wilhelm Stenhammar. Modernismen representeras i Sverige av bland andra Hilding Rosenberg och nyklassicismen av Lars-Erik Larsson. 
Vismästaren Carl Michael Bellman betraktas som svensk nationalskald och har fått stor betydelse för senare skalder. Inte minst har Bellman inspirerat senare vissångare som Evert Taube och Cornelis Vreeswijk. Sverige har även burit fram flera betydande operasångare. Den "svenska näktergalen" Jenny Lind turnerade världen över på 1850-talet. Hundra år senare blev Jussi Björling ett välkänt namn. Birgit Nilsson kan kallas för världssopran. Eric Ericson räknas internationellt som en av världens främsta körledare och är en starkt bidragande orsak till det svenska "körundret".
Sverige var ett av de första europeiska länderna där jazzen fick fäste. Redan 1899 gjordes en inspelning med Kronobergs Regementes Musikkår som spelade in Georgia Camp Meeting vilket kan ses som den svenska jazzens födelse. Under 1920-talet började den nya genren från USA inspirera svenska musiker som samtidigt skapade sig ett eget, utpräglat svenskt sound. 1950-talet brukar ses som den svenska jazzens guldålder med artister som Arne Domnérus, Lars Gullin, Alice Babs och Monica Zetterlund. Andra betydande svenska jazzmusiker och kompositörer är bl.a. Jan Johansson, Georg Riedel, Bengt Hallberg, Putte Wickman och Esbjörn Svensson.
Svensk samtida populärmusik har haft ett starkare internationellt genomslag än svensk musik har haft under någon tidigare period. År 1974 klättrade Björn Skifs upp på förstaplatsen på USA-singellistan. Därefter följde framgångarna med Abba fram till början av 1980-talet. Med fortsättning hos till exempel Roxette från slutet av 1980-talet har svensk pop blivit populär runt om i världen. Låtskrivare som Denniz Pop och Max Martin har nått stor publik. Mängden svensk musik som säljs utanför Sverige är stor. En utredning från 1999 visade att bara musik från Storbritannien och USA står sig bättre i den internationella konkurrensen. Sedan dess har exportvolymen varierat kraftigt.
Tre speciellt svenska musikaliska fenomen är instrumentet nyckelharpa, sångsättet kulning och genren dansbandsmusik. Nyckelharpan har föreslagits som svenskt nationalinstrument eftersom den knappt förekommer utanför Sverige. Kulning är en inhemsk skandinavisk sångform som användes i vallmusiken. En särskiljande aspekt av musikaliskt liv i Sverige är folkligheten. Kommunala musikskolor har spritt musikaliskt kunnande till många och körsång är mycket populärt.

### Konst

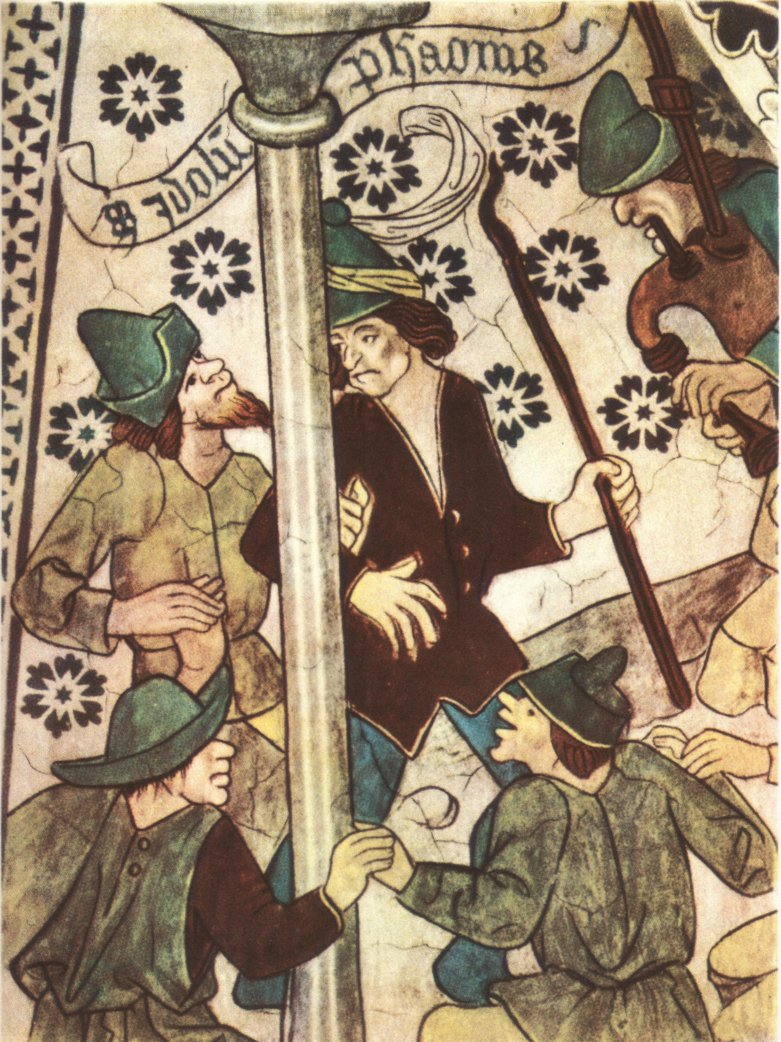
Den här målningen av Albertus Pictor föreställer dansande bönder (ca 1480).

Generellt har svensk konst historiskt sett främst influerats från kontinentala Västeuropa. De tidigaste bildkonstverken, hällristningarna, syns i form av symboler, figurer och avbildningar på berghällar och gjordes kanske redan 7000 år f.Kr. En av de första kända bildskaparna i Sverige var runristaren Balle den röde, som verkade i slutet av 1000-talet. 
I och med kristendomens intåg följde en ny ikonografi; bildberättande tog fart i kyrkorna i Mellansverige mot slutet av 1400-talet med mästare som Albertus Pictor. Många konstnärer kom att rekryteras från nordvästeuropa. Urban målare med sin Vädersoltavla från 1535 är en känd inhemsk konstnär under Vasatiden. Två stora namn under stormaktstiden var David Klöcker Ehrenstrahl, porträtt- och allegorimålare, samt Erik Dahlbergh. Stilmässigt omfattar epoken renässansen och barocken. Frihetstiden innebar ett stort kulturellt uppsving. Stilen var rokoko, senare efterträdd av vad som i Sverige kallas den gustavianska stilen. Framstående namn var Johan Pasch, Per Krafft den äldre, Alexander Roslin, Peter Adolf Hall och, kanske framförallt, skulptören Johan Tobias Sergel.

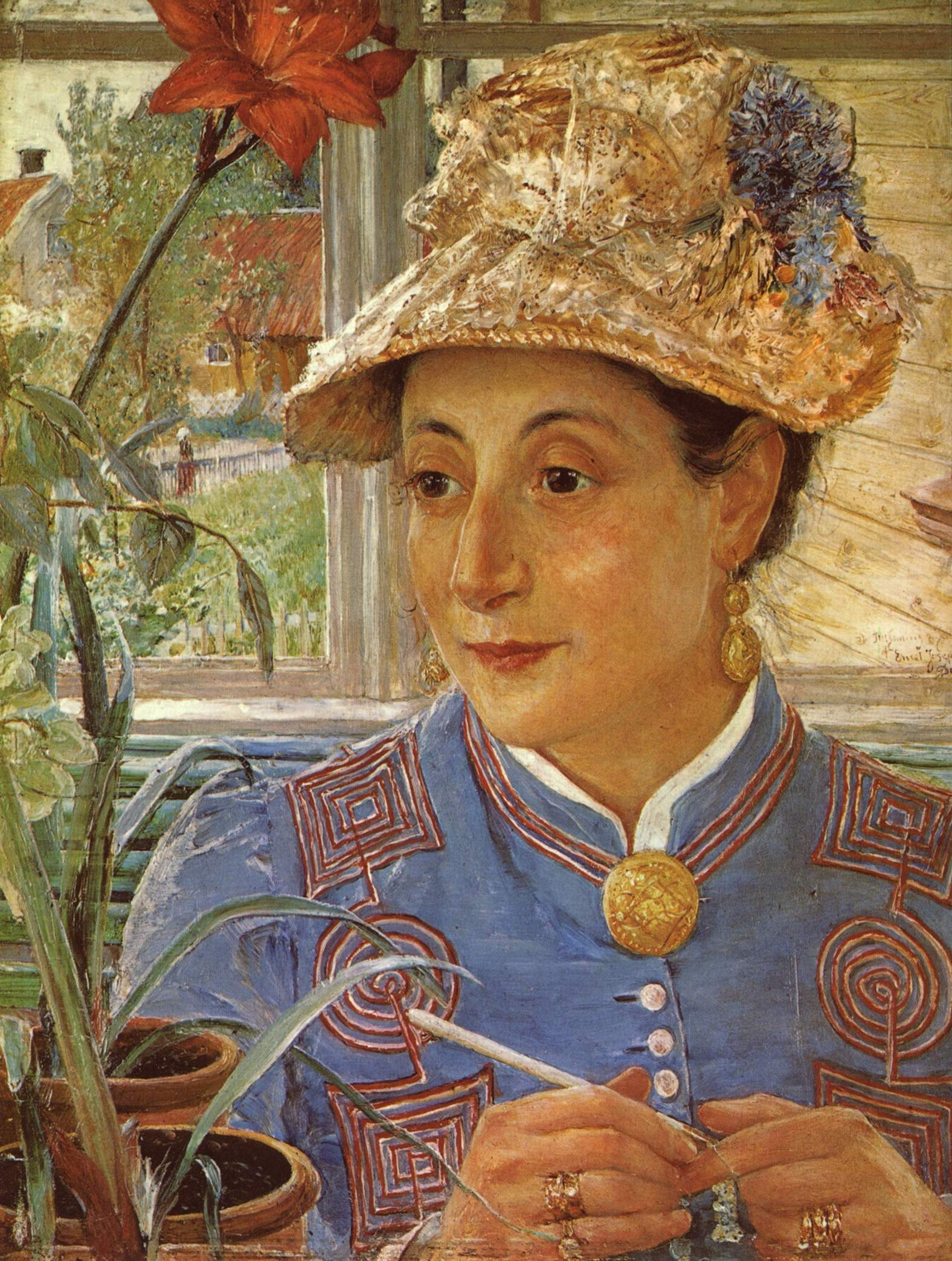
Ernst Josephson målade Porträttet av Jeanette Rubenson (1883). Josephson uttalade en gång: Jag skall bli Sveriges Rembrandt eller dö.

Efter Gustav III:s död inträdde en stagnationsperiod. Däremot blomstrade allmogemåleriet under denna tid. Romantik präglade sedan konsten under flera decennier, med namn som August Malmström. Från mitten av 1800-talet var naturmåleri en vanlig genre med Marcus Larson i spetsen. Även historiemåleri förekom i stor omfattning under perioden, med konstnärer som Carl Gustaf Hellqvist och Gustaf Cederström. Talangfullt särpräglade bildgestaltningar utvecklades i olika riktningar hos Carl Fredrik Hill och Ernst Josephson.
Den svenska konsten började uppmärksammas internationellt mot slutet av 1800-talet. En stor begåvning var Anders Zorn som tilldelades första medalj på världsutställningen i Paris 1889. Carl Larssons känsliga idyller har nått enorm uppskattning. Andra stora namn är Bruno Liljefors, Richard Bergh och August Strindberg. Utvecklingen är snabb runt sekelskiftet. Nu börjar även kvinnliga konstnärer uppmärksammas, exempelvis Hanna Pauli. Mäktiga skulptörer som Carl Eldh och Carl Milles börjar verka. Ur samma generation kom också den självlärde träskulptören och realistiske folklivsskildraren Axel Petersson, känd som Döderhultarn. 
Modernismen börjar komma in i svensk konst i och med De unga, en Matisseinfluerad grupp med namn som Isaac Grünewald och Sigrid Hjertén. Mer abstrakta former representerades av Nils Dardel och Gösta Adrian-Nilsson. Från mitten av 1920-talet och ett par decennier framåt karaktäriserades svensk konst dels av surrealismen, dels av expressionismen. Den senare omfattar Göteborgskoloristerna, liksom Sven X:et Erixson och skulptören Bror Hjorth. En mer formalistisk, abstrakt minimalism, utvecklades senare hos Olle Bærtling
Efter andra världskriget upplevde den svenska konsten något av en högkonjunktur. Bland 1930-talets arbetareskildrare, som målaren Albin Amelin och grafikern, tecknaren och monumentalmålaren Torsten Billman, fortsatte arbetet med att spegla det arbetande folket. De grafiska bokillustrationerna och de stora freskerna blev Torsten Billmans väg att också nå en ny publik. 1940 hade föreningen Konsten och folket, bildats som ville utveckla kontakten mellan konsten och de breda folklagren. Föreningen hade kontakt med representanter för olika folkrörelser såsom Folkets Husföreningarnas Riksorganisation FHR, Landsorganisationen i Sverige, Arbetarnas bildningsförbund och Folket i Bild (1934-1963). 1945 började föreningen Konsten och folket ge ut månadstidskriften Konst och Kultur (1945-49). Ur detta kulturklimat springer också Folkrörelsernas Konstfrämjande som bildades 1947 av riksorganisationer, fackförbund, lokala organisationer och enskilda medlemmar. 1947 påbörjade Konstfrämjandet sin utgivning av färglitografier som såldes för en förhållandevis billig penning. 

Med 1947 års män introducerades konkretismen i Sverige genom med bland andra Lennart Rodhe och Olle Bonniér. 1950-talet rymde också expressionister som Torsten Renqvist och mer informella målare som Rune Jansson.
Under 1960-talet etablerade sig en mängd konstnärer, vissa influerade av 1930-talets dadarörelse, som vände sig ifrån modernismen. Man började söka sig till uttryck som film, performance, happenings, readings, ljudkonst och liknande. Viktiga svenska konstnärer under denna period var Öyvind Fahlström och Carl Fredrik Reuterswärd. Denna konst som vände sig från modernismens mer formella karaktär var grunden för den rörelse som mot slutet av 1970-talet och början av 1980-talet kom att kallas för postmodernismen. Under dessa årtionden stärktes även måleriet igen. Viktiga namn blev Cecilia Edefalk, Ola Billgren och Max Book. Sedan början av 1990-talet har det renodlade måleriet fått träda tillbaka för andra former såsom installationer, video, fotografi och performance. Under decenniet var konstnärer som Dan Wolgers, Annika von Hausswolff och Ernst Billgren tidstypiska namn. Konstnären Lars Vilks fick stor uppmärksamhet med samhällskommenterande verk. Andra konstnärer som etablerat sig internationellt sedan 1990-talet är exempelvis Ann-Sofi Sidén, Annika Larsson, Carl Michael von Hausswolff och Miriam Bäckström.

### Film
Svensk film tillhör till de internationellt mest uppmärksammade nationella repertoarerna och är kanske den mest framstående i Skandinavien. Detta hör ihop med framförallt tre stora regissörer som blivit internationellt kända: Victor Sjöström, Ingmar Bergman, och på senare tid Lasse Hallström. 

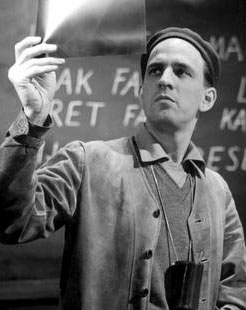
Ingmar Bergman under produktionen av Smultronstället 1957. Filmen belönades med Guldbjörnen och en Golden Globe Award för bästa utländska film.

Svensk film nådde först ut till den internationella publiken med regissörer som Victor Sjöström och Mauritz Stiller. Stiller var ansvarig för den tidiga populariteten hos Greta Garbo. Från mitten av 20-talet flyttade alla dessa till Hollywood. Där gjorde Sjöström en av sina mest kända filmer, The Wind (1928). Under 1930-talet var Edvard Persson och Dagmar Ebbesen populära ansikten. I deras pilsnerfilmer både åts och dracks det åtskilligt. Enligt filmkritikern Leif Furhammar kännetecknas den svenska 30-talsfilmen av en "överslätande kompromissanda", som också präglar de filmer som ska belysa samhällets problem och konflikter. Under andra världskriget gjorde svensk film konstnärliga landvinningar, framför allt tack vare regissörerna Gustaf Molander och Alf Sjöberg.
Den mest kända och inflytelserika svenska regissören, Ingmar Bergman, fick sitt genombrott under 1950-talet. Bergmans Sommarnattens leende, gav internationell uppmärksamhet. Två år senare gjorde han två av sina mest kända filmer, Det sjunde inseglet och Smultronstället. På 1960-talet belönades Bergman med en Oscar för bästa utländska film två år i rad, med Jungfrukällan och Såsom i en spegel. Han fick ännu en Oscar 1983, för det stora dramat Fanny och Alexander. Sven Nykvist har också blivit nominerad för bästa foto i Bergmans Viskningar och rop 1973. En regissör som startade sin karriär genom Bergman var Vilgot Sjöman som gjorde sig kontroversiell med filmer som Jag är nyfiken – en film i gult. En efterkrigsregissör värd att nämna är Bo Widerberg. Widerberg har hela tre Oscarsnomineringar för bästa utländska film i förståne för Kvarteret Korpen och Ådalen 31 som båda räknas till stora klassiker. Han fick en tredje nominering med Lust och fägring stor men tog aldrig hem priset. År 1968 kom Stefan Jarls och Jan Lindqvists dokumentär Dom kallar oss mods. Filmen är den första i en trilogi, en oroväckande skildring av två vänners väg mot växande utanförskap.
Regissören Lasse Hallström var mannen bakom filmen Mitt liv som hund, som nominerades för två Oscar 1987. Efter sitt internationella genombrott har Hallström arbetat med amerikansk film - Gilbert Grape, Ciderhusreglerna och Chocolat, bland andra. Roy Andersson fick sitt genombrott med sin första långfilm, En kärlekshistoria 1969, och tog hem fyra priser från den Internationella filmfestivalen i Berlin samma år. I mars 1996 började Andersson filma Sånger från andra våningen, som slog igenom år 2000 vid Filmfestivalen i Cannes, där den vann Juryns specialpris. Lukas Moodyssons första långfilm Fucking Åmål är en film om några tonåringars miserabla tillvaro i en liten svensk småstad. Den blev en enorm succé i Sverige och vann fyra Guldbaggar 1998. Moodysons filmande tog snart en radikal vändning; 2002 års Lilja 4-ever är en mörk, tragisk historia om människohandel och filmen Ett hål i mitt hjärta handlar om en amatörporrfilmsinspelning och blev mycket kontroversiell på grund av sina chockerande bilder.

### Teater och scenkonst
Dramat Tobie Comedia som utgavs 1550 antas skrivet av Olaus Petri. Under 1600-talet började en inhemsk scenkonst utvecklas under Urban Hjärne. Sveriges första teaterhus med permanent verksamhet var Stora Bollhuset i Stockholm. August Strindberg är exempel på en känd svensk dramatiker. Andra historiska dramatiker är Olof von Dalin, Johan Henric Kellgren, Carl Jonas Love Almqvist och August Blanche. 1900-talets moderna regikonst blev bland annat introducerad av Per Lindberg och utvecklades av Alf Sjöberg. Samtida svenska teaterregissörer som Ingmar Bergman och Lars Norén har med scenens hjälp blottlagt människans psykologi. Koreografen Birgit Cullberg fick internationella framgångar och uppmärksamhet med Cullbergbaletten på 1960-talet. Därefter har baletten tagits över av sonen Mats Ek. Hasse och Tage och Povel Ramel har fått stort genomslag med underfundiga revyer. Musikerna Benny Andersson och Björn Ulvaeus har skapat flera musikaler som även nått framgång internationellt, delvis baserade på sin musik från Abba.

### Formgivning och mode

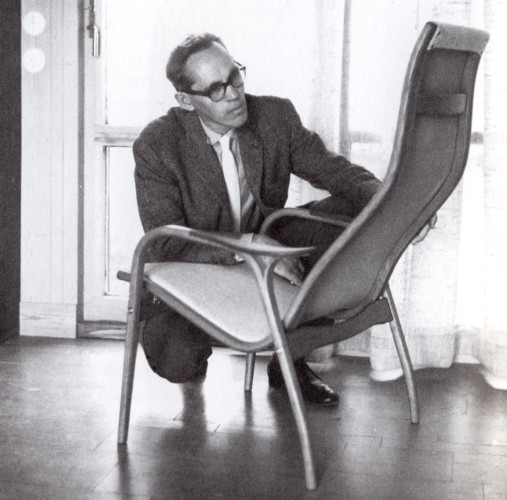
Formgivaren Yngve Ekström med stolen Lamino. Den utsågs 1999 till "århundradets möbel".

Svensk formgivning har länge präglats av stilistisk stramhet och enkelhet, liksom en förkärlek till naturmaterial. Knut Bergqvist är en tidig representant för svensk glaskonst. Carl Malmsten, Yngve Ekström och Bruno Mathsson är stilikoner inom möbelformgivning. Traditionell svensk kläddesign tog sig bland annat uttryck i folkdräkter. Dagens modeskapande är internationellt på ett helt annat sätt. Vid sidan om mer etablerade modeskapare som Gudrun Sjödén, Gunilla Pontén och Filippa K börjar en ny samling mindre svenska märken, till exempel Diana Orving, Whyred, Hope, Nakkna, Velour, Carin Wester, Ida Sjöstedt, Cheap Monday, J.Lindeberg och The Local Firm träda fram och få ökat erkännande.

### Arkitektur och byggnadskonst
På 1000-talet började man bygga kyrkor i romansk stil. Man byggde i sten. I och med gotiken ökade tegelanvändningen, och nu påbörjades till exempel Uppsala, den största i Norden. I och med Gustav Vasas maktövertagande började man uppföra magnifika vasaslott. Gripsholms slott, Kalmar slott och Vadstena slott är imponerande med sina massiva slottsväggar och sin blandning av medeltida element med renässansarkitektur. Stormaktstiden under 1600-talet och 1700-talets första decennier var en arkitekturens tid och aristokratin påbörjade många byggprojekt. Nicodemus Tessin den yngres förde den arkitektoniska rörelsen framåt till högbarocken. Bland byggnader från denna period kan nämnas Stockholms slott och Kalmar domkyrka. Örlogsstaden Karlskrona är ett unikt exempel på en välbevarad stad från denna tid. Under 1700-talets andra hälft, tog stilen en ny vändning genom klassicismen. Verk som vittnar om de nya idealen är bland annat palatsteatern i Gripsholm och Botanicum i Uppsala. 1800-talets Karlsborgs fästning och Göta kanal var de största svenska byggprojekten genom tiderna. En ledande arkitekt under 1800-talets första hälft var Fredrik Blom. Han ritade bland annat den klassiskt utformade Skeppsholmskyrkan i Stockholm samt Rosendals slott. Johan Fredrik Åbom var en annan mycket tidig historieromantiker som bland mycket annat ritat Berns Salonger i Stockholm och Södra Teatern. 

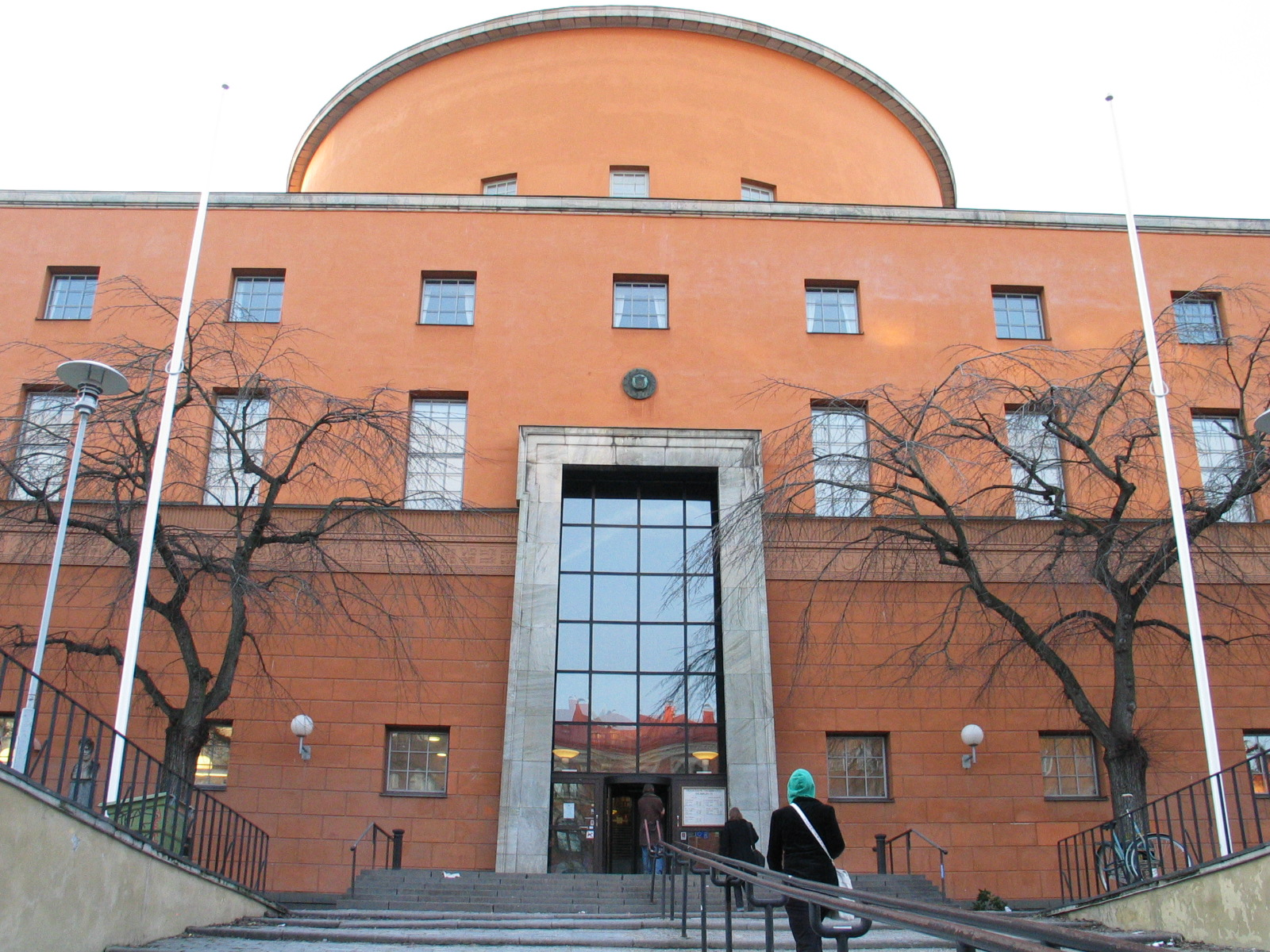
Stockholms stadsbibliotek (1928) ritades av arkitekten Gunnar Asplund med dekorativ inspiration från Egypten.

Två betydande nystilsarkitekter i Sverige var Fredrik Wilhelm Scholander och Helgo Zettervall. Zettervalls mest kända arbeten är de stora domkyrkorestaureringarna i Lund och Uppsala. Andra betydande byggnader av Zettervall inkluderar Lunds universitet och grundskisserna till Riksdagshuset. Vid slutet av 1800-talet uppkom en ny generation svenska arkitekter. De introducerade den stil som i Sverige kallas jugend, med inspiration från naturens organiska mjukhet. Vid letandet efter en nationell arkitektur uppkom nationalromantiken. Flera byggnader under denna tid ritades av Carl Westman. Sveriges främsta exempel på nationalromantikens arkitektur är Stockholms stadshus av Ragnar Östberg som uppfördes mellan 1903 och 1923. Ett särskilt uppdrag hade Gustaf Wickman som skapade en hel ny stad – Kiruna vars främsta projekt var kyrkan.
Den moderna arkitekturen inleddes i Sverige med en mycket stark variant av nyklassicism. Gunnar Asplund var en av de mest berömda från denna grupp. Bland hans viktigaste verk märks bland Stockholms stadsbibliotek samt Skogskyrkogården. Stockholmsutställningen 1930 för industri, konst och hantverk hjälpte funktionalismen att få sitt genombrott i Sverige. Enkelhet och nyttotänkande kom att prägla arkitekturen. Enorma byggprojekt planerades men vissa byggen kom ändå att bli uppmärksammade, inte minst Kulturhuset och Sveriges riksbank (1976) i Stockholm ritade av Peter Celsing, Stadshallen (1969) och Lunds konsthall (1958) i Lund. Från kritiken mot modernismen, växte begreppet postmodernism fram. Man började åter sätta större vikt vid utformningen. En av de mest framträdande figurna var Ralph Erskine. En av de mest betydelsefulla arkitekterna i Sverige är Gert Wingårdh, som började sin karriär som postmodernist men som är känd för att anamma nya stilar. 
Ett antal svenska byggnadsverk har utsetts till Världsarv i Sverige; Birka och hovgården, Drottningholms slott, Engelsbergs bruk, Falun och Kopparbergslagen, Gammelstads kyrkstad, Hansestaden Visby, Kina slott, Radiostationen i Grimeton, Skogskyrkogården, Vakttältet Drottningsholm och Örlogsstaden Karlskrona.

## Mat

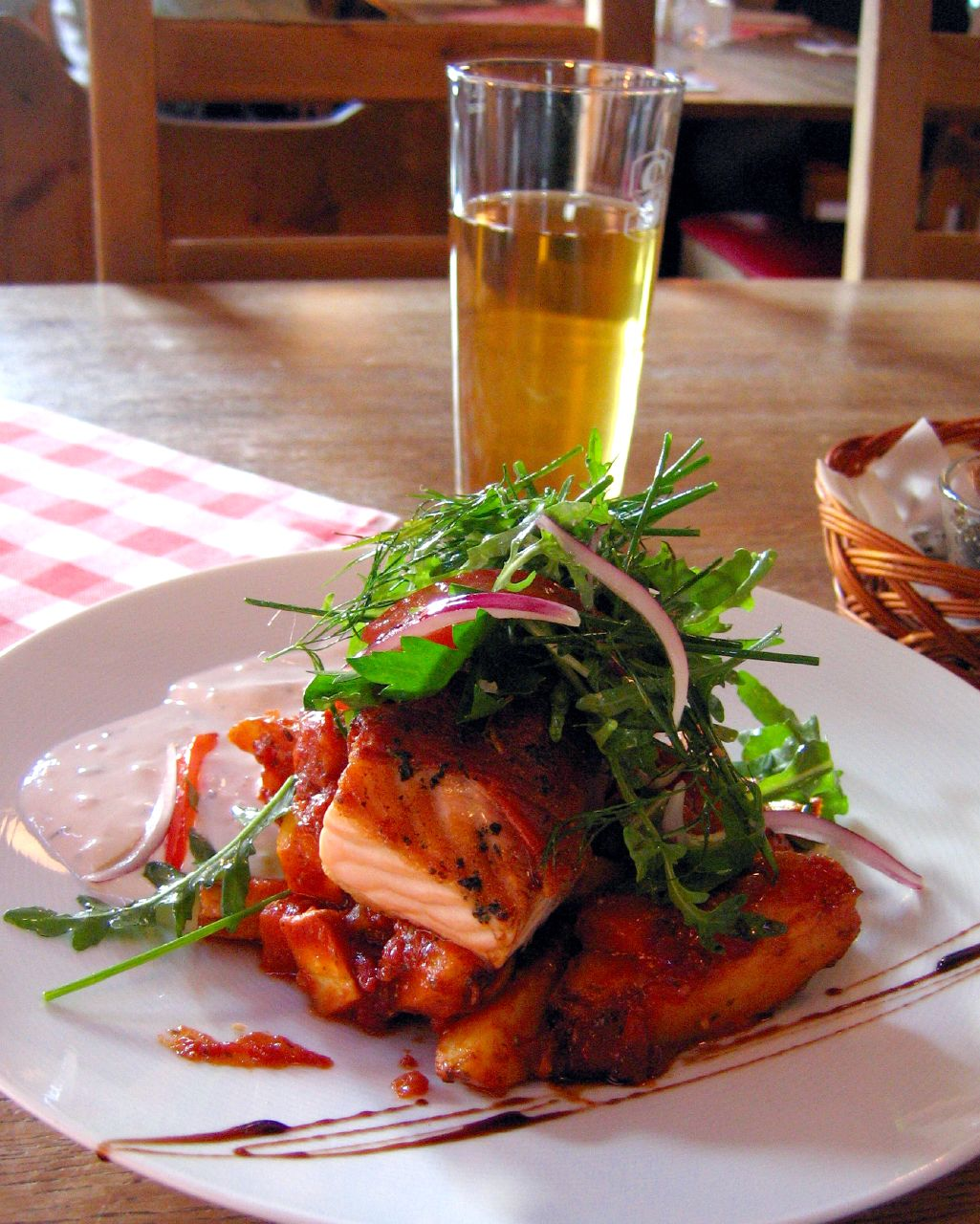
Grillad lax med parmaskinka, en samtida svensk rätt.

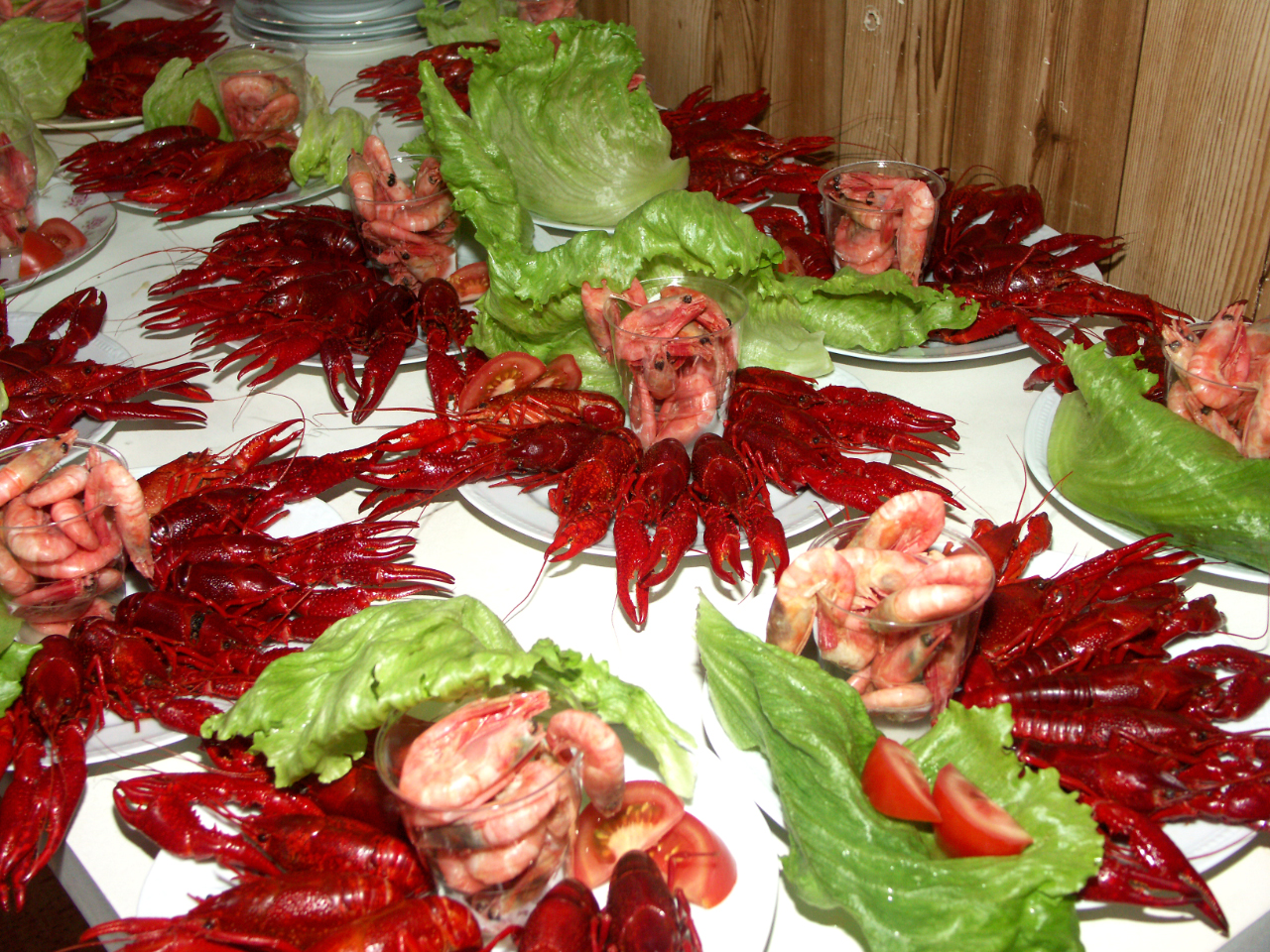
Kräftskiva, en festlig del av det svenska köket där snapsvisor kan förekomma.

Det svenska köket omfattar en rad rätter, riter och traditioner kring mat och dryck. Maten är traditionellt enkel. Många rätter började med en stark lokal förankring - det svenska köket har präglats av de råvaror som har funnits tillgängliga lokalt. Sveriges långa vintrar är en förklaring till varför det är ont om färska grönsaker i många traditionella rätter. Grödor som kunde livnära befolkningen under långa vintrar blev tidiga grundstenar i kosten: olika rotfrukter som den inhemska kålroten (på engelska kallad swede, "svensk"), började gradvis ersättas av potatis under 1700-talet. Potatis var länge den viktigaste komplementerande ingrediensen, men har tagits över av pasta. Fisk var mycket viktigt historiskt. Kryddningen har traditionellt varit sparsmakad på grund av bristande tillgång, även om ett antal inhemska örter och växter har använts sedan forntiden. Smaken var därför fram till influenserna från det franska köket under 1600- och 1700-talen, och både före och efter influenser från tysk mattradition, ganska enkel.
Köttbullar anses ofta vara något av en svenska nationalrätt och är även internationellt väl förknippat med Sverige. Köttbullar förekommer dock i många länder. En annan typiskt svensk maträtt är falukorv även om den har sitt ursprung i Tyskland och kom till Sverige med tyska arbetare. Torsdagen har traditionellt varit en soppdag, eftersom pigorna då hade ledigt halva dagen, och soppa är lättlagat. Den vanligaste soppan på torsdagar, och en av de mest framstående traditionella sopporna, är ärtsoppan. Som efterrätt serveras det traditionellt pannkakor. Andra typiskt svenska rätter och matföreteelser är knäckebröd, långfil, filmjölk, knäckebröd, messmör, lutfisk, surströmming, gravlax, isterband, semla, punsch liksom varmrökning av livsmedel.
Smörgåsbord är en traditionell svensk buffé som utvecklats ur borgerskapets brännvinsbord. Smörgåsbord består av varma och kalla rätter som dukas upp och matgästerna går själva runt och förser sig med de rätter de önskar. Bröd och smör finns alltid med liksom olika sillinläggningar. Ofta förekommer omeletter, gratänger, korvar, köttbullar, aladåber och puddingar bland varmrätterna. Kallskuret kött, rökt lax, ål och makrill samt patéer är vanligt.

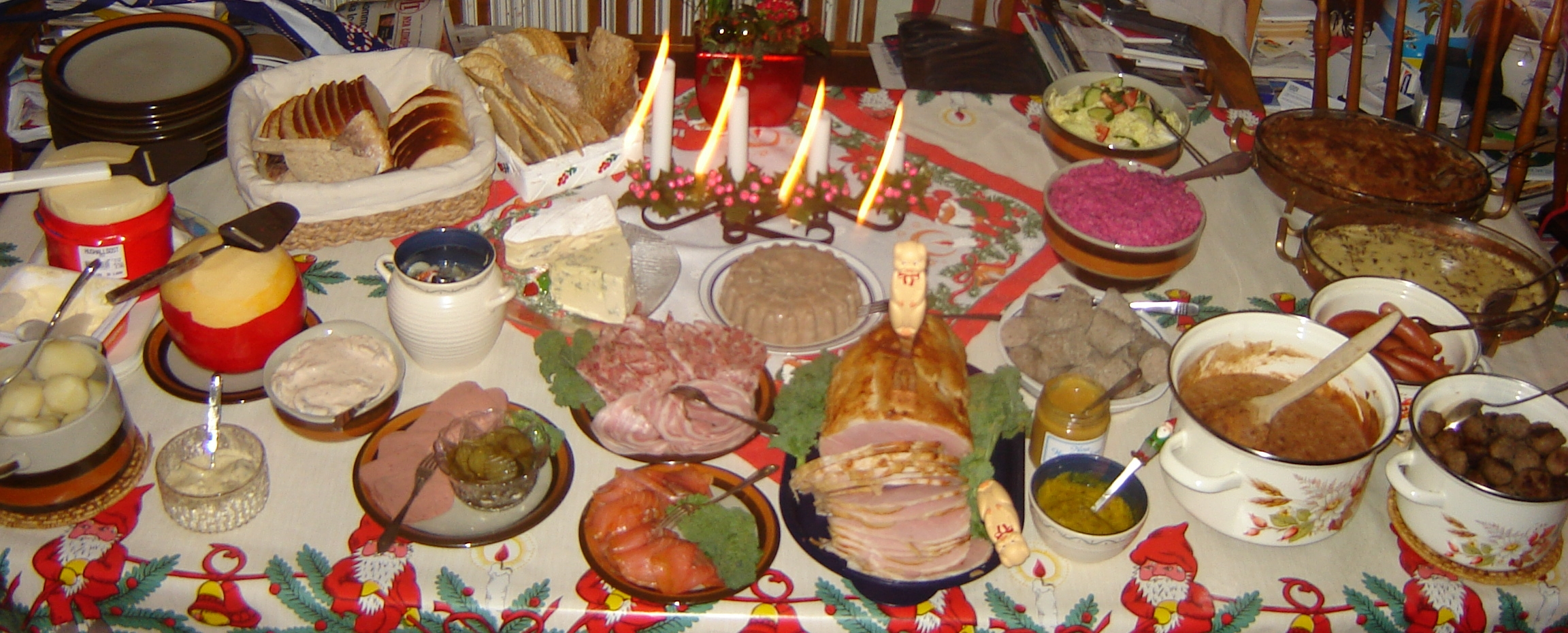
Ett dukat julbord.

På ett typiskt svenskt julbord dominerar rätter baserade på griskött, såsom julskinka, julkorv, sylta, köttbullar, stekt prinskorv och dopp i grytan. Därtill är olika fiskrätter vanliga, inte minst inlagd sill men också strömming, lax samt lutfisk, till vilken vit sås inte är ovanlig. Diverse efterrätter serveras även på ett julbord, där ris à la Malta hör till de vanligare. På Midsommar är det vanligt att äta inlagd sill med färskpotatis och gräddfil och gräslök, samt jordgubbar till efterrätt. Midsommar förknippas också i hög grad med just färskpotatisen, som gärna serveras med dill. På en kräftskiva utgörs huvudrätten vanligen av hela kräftor kokade i en lag bestående av vatten, öl, rikligt med dillkronor och andra kryddor.
Vuxna personer i Sverige dricker i genomsnitt 1 200 koppar kaffe per år, det är cirka fyra koppar per dag. Det ger Sverige en av de största kaffeförbrukningarna i världen i jämförelse med invånarantalet. Olika typer av öl dricks ofta som måltidsdryck i Sverige och vanligast är, som i många andra länder, öl av typen ljus lageröl. Mjöd utgjorde historiskt en dyrare festdryck under vikinga- och medeltid, medan ölen dracks oftare av allmogen. Svensk snaps dricks till maten vid flera av de typiska festmatborden. Ibland sjungs enklare visor, kallade snapsvisor i samband med snapsen. 
Måltidsmässigt är det vanligast att äta cirka tre till fyra gånger om dagen. En vanlig variant är att äta frukost tidigt på morgonen, följt av lunch mitt på dagen och en tung middag på den sena eftermiddagen. Det är också vanligt att äta något mellan lunchen och middagen, vilket brukar kallas mellanmål. Många svenskar dricker också kaffe efter lunch, och ibland även på eftermiddagen som en del av en fika. En eller flera fikapauser tillhör de flesta svenskars dagsvanor.

## Svenska symboler

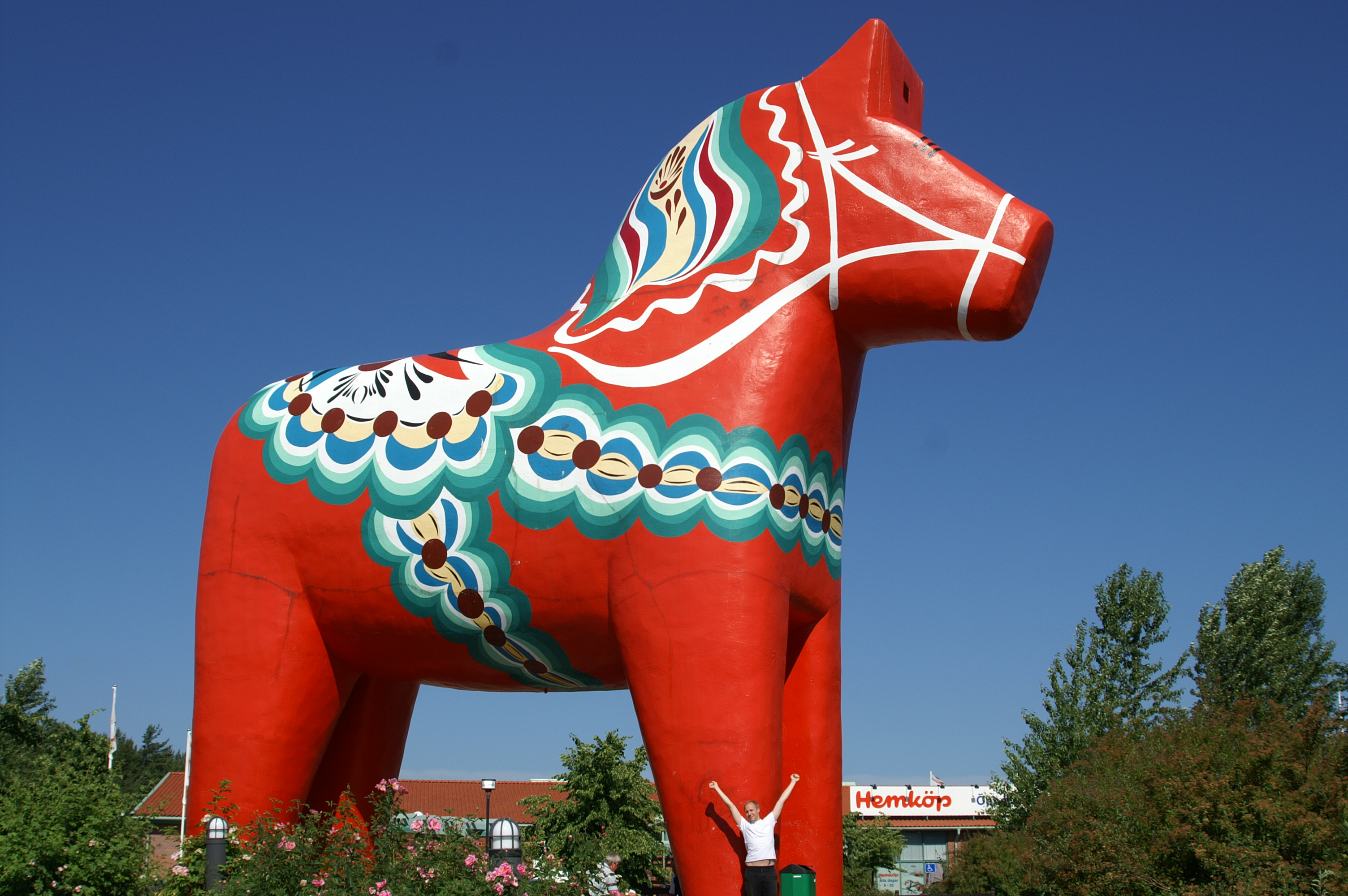
Dalahästen har blivit en populär symbol för svensk kultur och konsthantverk. Den har tillverkats sedan 1600-talet och dekoreras med kurbitsmåleri.

Till den svenska kulturen hör ett antal gemensamma nationalsymboler. Bland de självklara hör officiella symboler som den svenska flaggan och riksvapnet. Moder Svea är en svensk nationspersonifikation. En symbol i form av historisk klädsel är svenska folkdräkter där Sverige även har en officiell nationaldräkt. Ännu en klassisk symbol är nationalsången Du gamla du fria som blivit nationalsång enbart genom tradition. En rad traditioner och företeelser har också nått inofficiell status som symboler för svenskar och svensk kultur. Till dessa hör exempelvis röda stugor, dalahästen och älgen.

## Vetenskap och filosofi

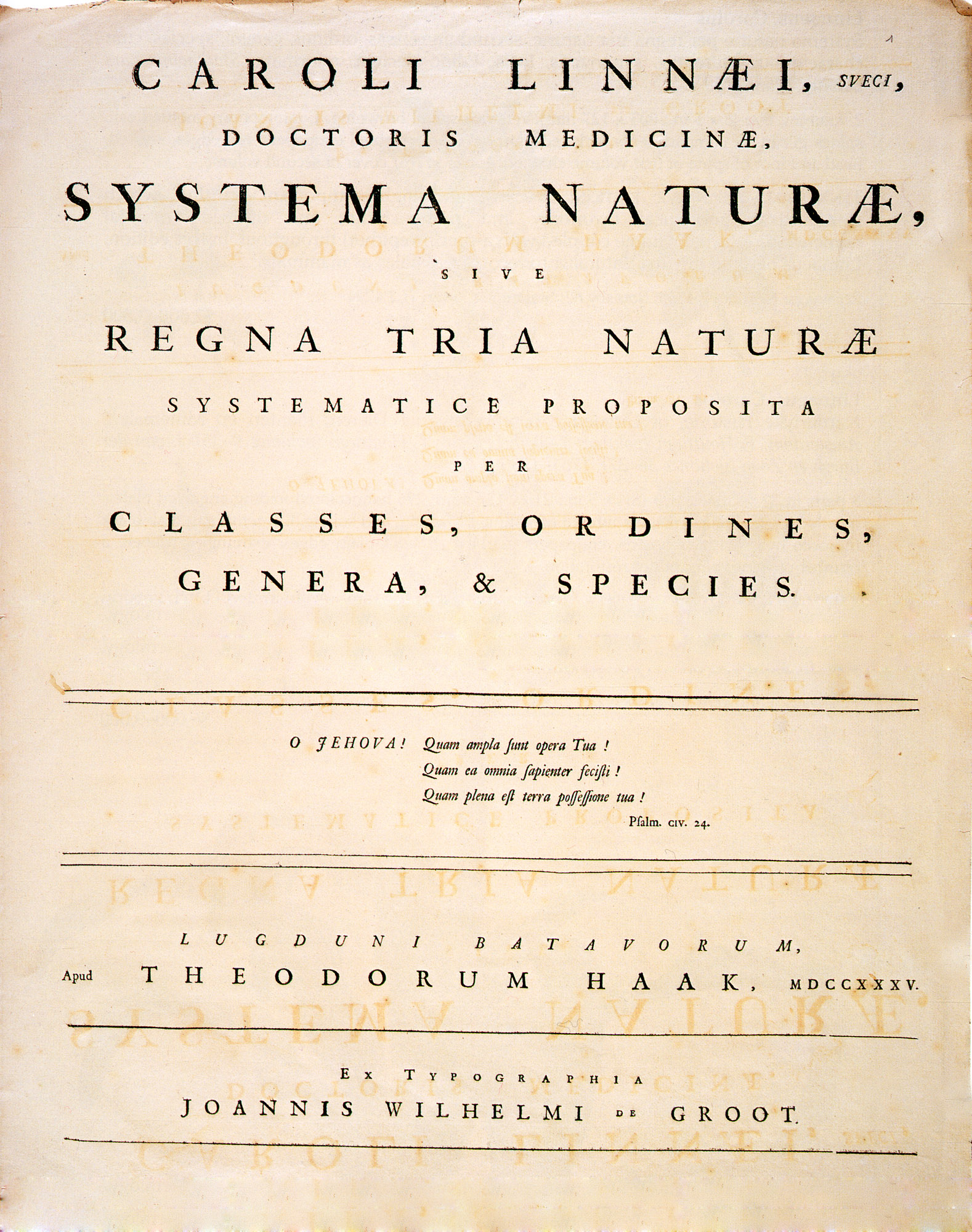
Framsidan på Carl von Linnés berömda verk Systema Naturae vilken ligger till grund för systematiken för allt liv.

Den svenska kulturens prägel av rationalism har bidragit till ett starkt intresse för vetenskap. Sverige spenderar den högsta andelen av BNP på forskning och utveckling av alla stater. Från och med slutet av 1900-talet har Sverige även utfärdat bland världens högsta antal patent per capita. Botanikern Carl von Linné är kanske den mest kände svenske vetenskapsmannen och är fader till den moderna systematiken för växter och djur. Bland övriga framstående svenska vetenskapsmän genom historien kan nämnas Olof Rudbeck d.ä., Carl Wilhelm Scheele, Emmanuel Swedenborg, Jöns Jakob Berzelius, Anders Jonas Ångström, Anders Celsius, Svante Arrhenius och Hannes Alfvén. Några samhällsvetare som har gjort särskilda insatser är ekonomhistorikern Eli Heckscher och ekonomen Bertil Ohlin som utvecklat modern handelsteori, liksom ekonomen Gunnar Myrdal. Flera svenskar har verkat som framstående ingenjörer eller uppfinnare; bland dessa märks Alfred Nobel - dynamitens uppfinnare och grundare av Nobelpriset - liksom Christopher Polhem, John Ericsson, Gustaf Erik Pasch, Carl Edvard Johansson, Sven Wingquist, Gustav de Laval och Carl Munters. Filosofiskt har påverkan under modern tid varit större från analytisk filosofi än från kontinental filosofi. Sammanlagt har 29 svenskar tilldelats nobelpris, varav 17 för vetenskapliga insatser.

## Normer, beteenden och ritualer
En del av den svenska kulturen är de normer och värderingar som präglar Sverige och svenskar. I utlandet är Sverige känt för den svenska synden. Ett bevingat ord som tillskrivs Gustav Vasa är "svenskarna kacka i eget bo", d.v.s. tala illa om sitt eget. Ett annat som har sitt ursprung i Johannes Magnus Historia metropolitanae ecclesiae Upsaliensis från 1560 och Erikskrönikan och har angetts som ett svenskt karaktärsdrag är "den kungliga svenska avundsjukan".

### Högtider, firanden och ritualer

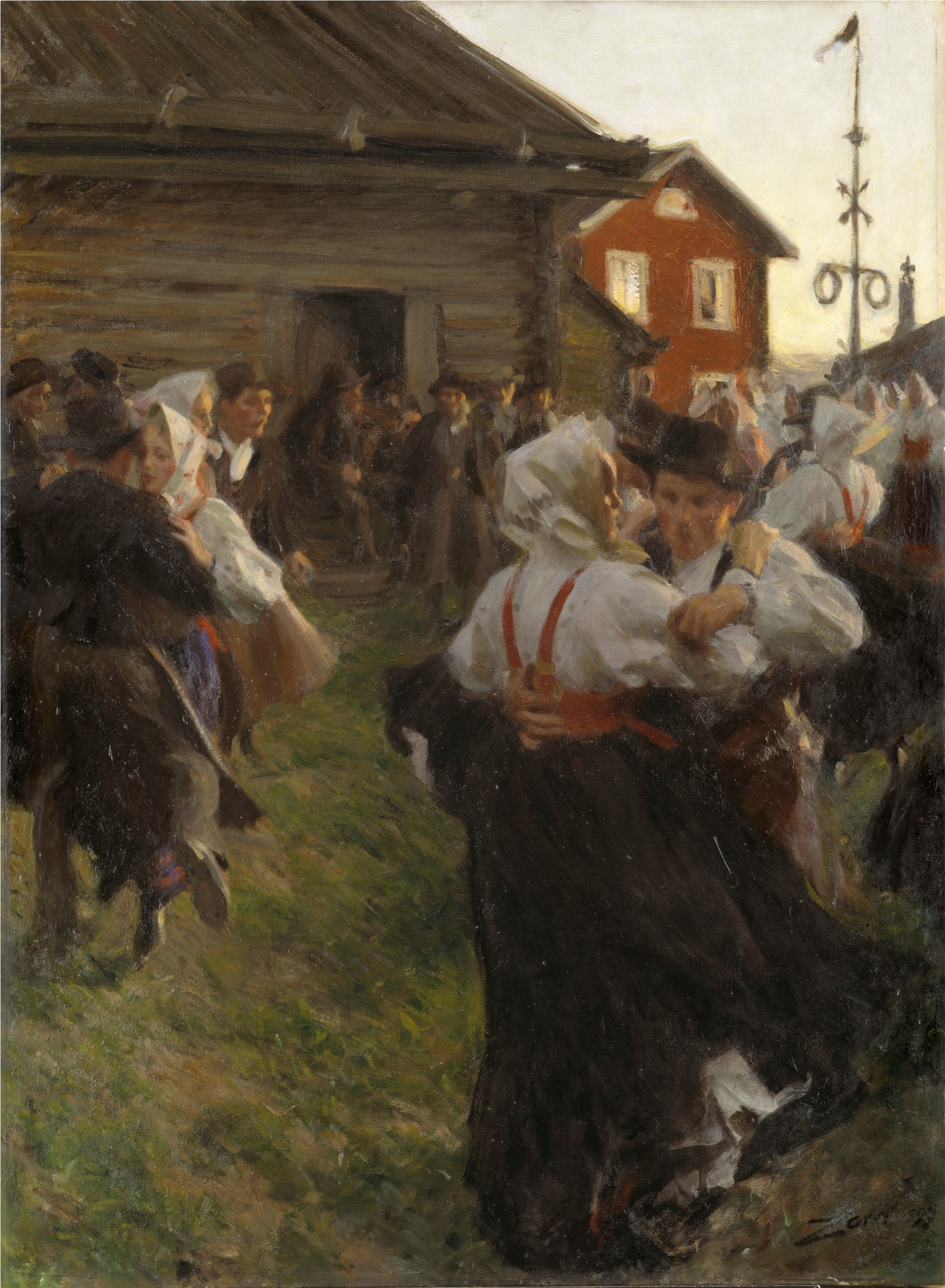
Anders Zorn skildrar midsommarfirande i målningen Midsommardans (1897)

Bland typiska svenska högtider och traditioner märks årliga högtider som midsommar, kräftskivor och julfirande. Nästan alla svenskar firar jul, nyår och midsommar. Mycket vanliga högtider är även påsk, lucia, valborg, första maj och nationaldagen. De allra flesta svenskar firar studentexamen på ett typiskt sätt. Högskoleexamen firas beroende på utbildning, men oftast inte. Födelser och begravningar firas så gott som alltid. Att fira giftermål är vanligt, men det typiskt svenska är ändå den höga andelen samlevande par som inte firat giftermål. Samboende är så vanligt att det på många sätt uppfattas likställt med giftermål. Sex före äktenskapet är inom många (men inte alla; se t.ex. frikyrka) kretsar av samhället förväntat och man har över lag en mycket tillåtande attityd till sex.
Svenska ritualer är relativt sett sparsmakade. Svenskar tar i hand när man träffas första gången i alla mer formella sammanhang. Familjemedlemmar kramas när man träffas och skiljs, liksom yngre personer. En norm säger att kvinnor kan krama varandra och män, men att vuxna män inte kramar varandra; undantaget bröder och far-son. Hälsningshandlingar i form av kyssar är mycket ovanliga. Man hälsar nästan alltid informellt, med förnamn. Förnamn används vid tilltal, även i formella sammanhang som på arbetsplatser. Särskilt i Skandinavien gäller att bara en person bör tala i taget. Man tycker inte om att flera personer talar samtidigt, avbrott betraktas som ett relativt gravt brott mot en persons rätt att få göra sin mening hörd. Män i Sverige står normalt i det närmaste dubbelt så långt ifrån varandra i ett samtal som män ifrån Arabvärlden, medan män ifrån medelhavsländerna normalt håller ett avstånd ungefär mitt emellan dessa. Svenskar ger även relativt mycket auditiv återkoppling under ett samtal ("ja", "jo", "mm", nickar etc). I svenska hem tar man vanligen av sig skorna, som lämnas vid ytterdörren. Gemensamma måltider är en vanlig ritual och umgängesform bland svenskar, oftast som huvudmål senare på dagen i form av middag. Gåvor och presenter ges vanligen vid ett mindre antal tillfällen, på julafton, vid födelsedagar, vid vissa mer formella bjudningar eller hos somliga även vid namnsdagar. Religiösa ritualer är vanliga, och förekommer för de flesta svenskars del ett antal gånger i livet, även om många svenskar sällan går i kyrkan till vardags. Kyrkligt dop, konfirmation, vigsel och begravning är vanligt även bland icke-troende.

### Vardagsnormer och relationer
Den av samhällsvetare mest uppmärksammade, typiskt svenska normen är den om hög social tillit. Ett stort antal studier visar att svenskar har världens kanske högsta interpersonella tillit, liksom den högsta tilliten till samhällsinstitutioner. Som en del av hög-tillitskulturen tillhör de svenska korruptionsnivåerna några av världens lägsta. Svenskar förväntar sig i högre grad än de flesta folkgrupper att ingångna avtal skall hållas, både i affärsrelationer och på social nivå. Särskilt viktigt – i jämförelse med andra kulturer – är att komma i tid. Den starka tilliten tar sig även uttryck i att svenskar beskrivs som naiva och blåögda.
Kulturer med högt socialt kapital omfattar starka normer för social bestraffning av fripassagerare. I en jämförande studie testades normer om social eller antisocial bestraffning med hjälp av så kallade public-goods spel i 16 samhällen. Studien undersökte i vilken grad kulturer använder bestraffning i syfte att gynna skapande av gemensamma nyttigheter eller om bestraffning sker i syfte att hämnas. Det skandinaviska landet i studien, Danmark, var den kultur efter USA som genererade det högsta skapandet av gemensamma nyttigheter och använde näst minst antisocial bestraffning. Muslimska länder och det ortodoxa Grekland skapade minst gemensam nytta och straffade i högst grad efter hämndmotiv. Det vill säga, den skandinaviska kulturen var mer inriktad på långsiktigt, rationellt regelföljande och omfattade starkare normer om samarbete. Våld som konfliktlösningsmetod är ett starkare regelbrott i Sverige än i många andra kulturer. Det gäller särskilt våld mot barn.
Ett annat framträdande drag är blyghet och känslomässig återhållsamhet. Etnologen Åke Daun framhåller svenskar som blyga, rationella, praktiska, reserverade och emotionellt kalla. De är introverta och har få vänner. I en svensk normkontext är det viktigt att inte störa andra. Svenskar beskrivs allmänt som tysta, och klagar på andra grupper såsom högljudda. Många utländska besökare beskriver den svenska känslokylan som ett typiskt drag. Den höga interpersonella tilliten tyder på en långsiktig inställning till relationer med andra. Det kan förklara varför svenskar uppfattas som "kalla" av individer från andra kulturer. I andra kulturer är personliga relationer antingen mer transaktionsinriktade (jämför USA) eller gruppbaserade (jämför Mellanöstern). Den upplevda 'kylan' i det svenska umgänget kan utgöra en avvägning mellan en högre kortsiktig kostnad för att skapa en relation, mot en likaledes högre vinst i form av en längre och djupare relation.
En aspekt av den reserverade mentaliteten är ett starkt konfliktundvikande. Svenskar är inställda på lågmälda samtal och förhandling, och rädda för bråk. Daun menar att svenskar är så rädda att ta konflikter att många arbetsgivare hellre behåller en omedgörlig anställd än avskedar denne. 
En mycket stark norm i dagligt handlande är att inte göra skillnad på olika individer med hänsyn till deras bakgrund, etnicitet, kön eller klass. I Sverige gör man till exempel, i förhållande till många andra länder, liten skillnad mellan kvinnor och män. Respekten för auktoriteter är låg. Starka svenska normer om jämlik behandling kommer till uttryck i handlande som avviker starkt även från många relativt kulturellt närliggande länder. Ett exempel är lunchrestauranger på arbetsplatser. I Sverige äter vanligtvis företagsledningen tillsammans med andra anställda, och professorer och lärare tillsammans med studenter. Beslutsfattande i svenska organisationer beskrivs som demokratiskt och konsensusinriktat, men även som alltför långrandigt och pratsamt. Svenska arbetsplatser betraktas av sina anställda som de friaste i världen. Det kan ha bidragit till att jämförelser över nöjdheten med arbetet visar att svenskar tillhör de grupper som är nöjdast med jobbet: fjärde nöjdast efter Schweiz, Polen och Danmark av 42 undersökta länder. Enligt samma studie är även svenskarnas sammanlagda nöjdhet med livet är den fjärde högsta efter Schweiz, Danmark och Island. En mindre men bättre validerad jämförelse placerade svenskarna som den lyckligaste folkgruppen bland 20 undersökta länder. Det är dock osäkert i vilken grad liknande studier fångar faktisk lycka eller mäter en kultur av "positiva svar".
De svenska beteendenormerna skall inte ses som givna över tid. En del drag kan förvisso spåras långt tillbaka som exempelvis tystlåtenheten och inbundenheten, medan andra, som konflikträdslan, har uppkommit senare. Exempelvis nämner Voltaire på 1700-talet att svenskarna är "födda krigare, fulla av stolthet, mera tappra än idoga". Denna gamla krigiska svenska mentalitet som i hög grad påverkade politiken i Sverige fram till början av 1800-talet står i bjärt kontrast till dagens svenska normer och värderingar. Bland yngre generationer svenskar kan man se många andra förändringar av synsätt och attityder.

## Värderingar
Se även: Svenskar § Uppkomsten av en svensk nationell identitet och Värdegrund § Svenska samhällets värdegrund
Juristen Johan Hirschfeldt och statsvetaren Olof Petersson menar att svenska värderingar finns koncist formulerade som normativa principer i regeringsformen. Viktiga komponenter som pekas ut är demokrati, fri åsiktsbildning, den enskildes frihetssfär av personliga värderingar, lika människovärde, social välfärd, jämlikhet, allas likhet inför lagen, skydd för nationella minoriteter, god miljö och hållbarhet. De menar att lagen inte tvingar medborgare till en specifik kultur, ideologi eller religion, men att lagstiftaren ändå har formulerat en värdegemenskap – en värdegrund eller överideologi som håller samman det svenska samhället – som kan förväntas vara en angelägenhet för varje medborgare.

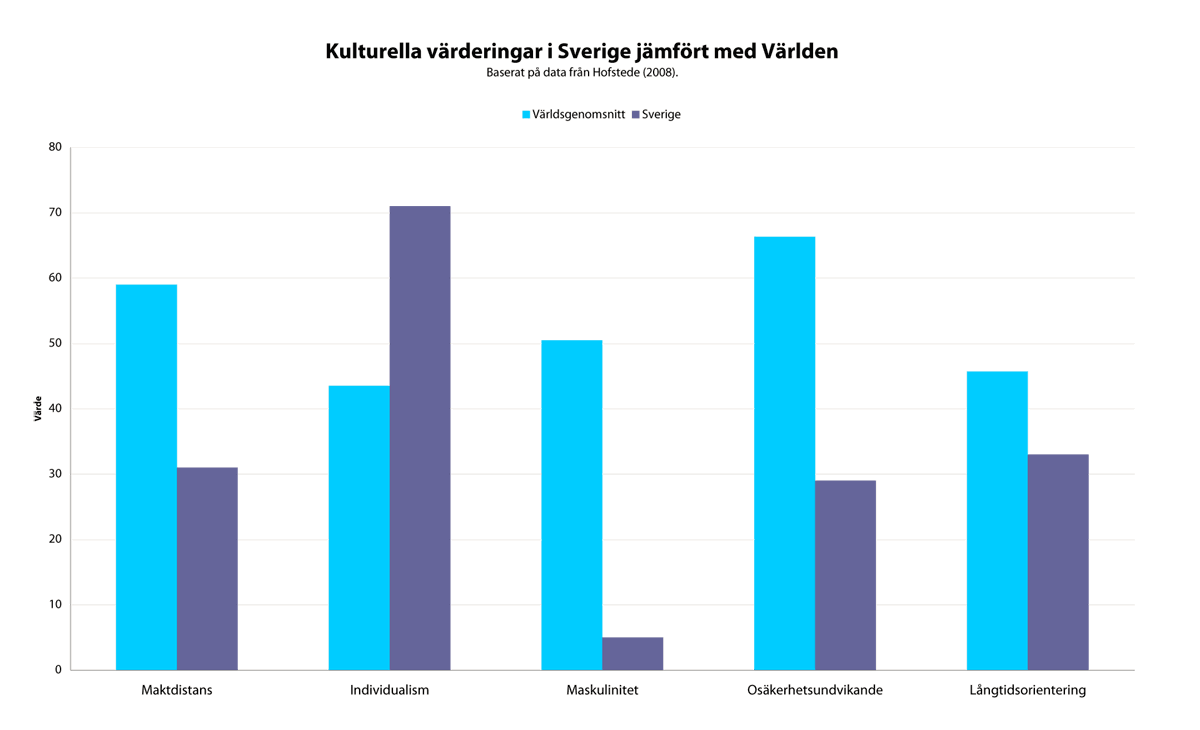
Jämförelse mellan svenska värderingar och genomsnittsvärden för hela världen, enligt Geert Hofstedes fem kulturdimensioner.

Ingleharts jämförande världskulturkarta visar Sverige längst upp till höger på kartan, med de starkaste självuttryckande och näst starkaste sekulärt-rationella värderingarna.

### Historisk utveckling
Två studier från 1970-talet argumenterade för att det fanns klart åtskilda och beständiga värderingar som är typiska för Sverige. Exempel på sådana värderingar menade man var vad man kallade starka svenska preferenserna för jämlikhet och solidaritet. Dessa värden har djupa historiska rötter i Sverige, via en ovanligt fri bondeklass och en historisk frånvaro av regelrätt feodalism förutom i Skåne.

### Kulturella dimensioner
Kulturforskaren Geert Hofstede har analyserat världens värderingar i fem kulturella-värderingsmässiga dimensioner. Han har visat att den svenska kulturen är präglad av mycket låg maktdistans, stark individualism, världens lägsta värden för maskulinitet, ett lågt osäkerhetsundvikande och relativt svag långtidsorientering. Den låga maktdistansen betyder att svenskar förväntar sig att makt skall fördelas jämlikt. Den mest särpräglade dimensionen för svensk kultur, den låga maskuliniteten, gör Sverige till världens mest feministiska land. Svensk kultur värderar konkurrens, ambition och materiellt ansamlande mycket lågt, medan relationer och livskvalitet värderas mycket högt. Samtidigt är svensk kultur starkt individualistisk, eller icke-kollektivistisk; individer förväntas inte agera som medlemmar av livslånga grupper.
Sociologen Ronald Inglehart har kategoriserat världens värderingar i två dimensioner, baserat på data från World Values Survey. Den ena dimensionen representerar en skala från sekulär-rationella mot traditionella värderingar. Den andra en skala från självuttryckande värderingar mot överlevnadsvärderingar. På den karta som utgör resultatet, Inglehart-Weltzers kulturkarta, framträder svenska värderingar som unika, eller t om extrema. Svenskar uttrycker världens näst starkaste sekulärt-rationella värderingar, och världens starkaste självuttryckande värden. Det placerar svenskar i en extrempunkt bland världens etniciteter, men med värderingar som ligger mycket nära andra protestantiska länder i Västeuropa. Vad gäller sekulär-rationella värderingar hamnar svenskar längst från Latinamerika, Afrika och Mellanöstern. Närmast Sverige befinner sig protestantiska och konfucianska länder. De självuttryckande värderingarna placerar svensk kultur längst från länder i Afrika, före detta Sovjetunionen och Mellanöstern och närmast länder i västvärlden.[källa behövs]

#### Attityd till religion
I fråga om religiositet eller sekularism, var den svenska kulturen år 2011 en av världens mest religionskritiska och minst religiösa. En jämförelse (2005) av andelen som inte är övertygade troende på existensen av en gud, placerade Sverige först med upp till 85 % agnostiker och ateister. Samtidigt har kristendom fortfarande betydelse för svenskarnas värderingar, enligt historikern Dick Harrisson. Den svenska utbildningssektorn – så gott som alla skolor från 1100-talet till 1900-talets första hälft – låg inom kyrkan. Därmed blev kristna principer formande för tänkande och litteratur. Sverige har sedan 1500-talet ett protestantiskt – och mer specifikt lutherskt – kulturellt arv. Historisk protestantism såväl som väckelsefromhet har i flera studier visat sig ha starka effekter på samtida värderingar, liksom på ekonomins funktion. Konventikelplakatet hade gjort frikyrklighet straffbart men avskaffades 1858, och frikyrkligheten banade väg för föreningsdemokratin och många andra folkrörelser. I Sverige dröjde det dock ända till 1951 innan medborgarna fick full religionsfrihet, och inte behövde vara anslutna till något samfund. Folkskolan hade kyrkan som huvudman ända till 1958.[källa behövs]
Enligt en studie publicerad 2007 baserad på World Values Survey uppvisade den svenska kulturen de fjärde starkaste post-materialistiska värderingarna av samtliga undersökta länder. En effekt av postmaterialism var ett svagare stöd för konkurrensinriktade värderingar. 
I samklang med de rationalistiska och jämlika värderingarna är svensk kultur starkt universalistisk. Kulturforskaren Shalom Schwartz definierar universalism som den grad till vilken en individ anser att jämlik behandling bör gälla även utanför den egna gruppen. Mer universalistiska samhällen har ett bredare "moraliskt universum" och är mer inkluderande. Sverige tillhörde 2007 den mest inkluderande kategorin, tillsammans med övriga västvärlden, något som för Sveriges del har sin grund i ett särskilt starkt jämlikhetstänkande. Ett uttryck för universalismen är miljömedvetenhet. En sådan hög värdering av miljön präglar den svenska kulturen djupt. Likaså visar jämförelser av nationalism i olika länder att svenskar 2006 var världens minst nationalistiska folk . Det är konsekvent med en stor mängd data som visar att svenskar år 2002-2006 tillhörde de folk som var allra mest positiva till andra folkgrupper och kulturer .'

## Attityder till svensk kultur
Under den finska språkstriden på 1920- och 1930-talen myntades benämningen svekoman för svenskhetsivrare i Finland. 
Enligt Nation Brands Index anses Sverige ha den tredje bästa samhällsstyrningen, men det åttonde sämsta kulturarvet av 20 undersökta länder. Totalt rankas Sverige som det sjunde bästa landet. Enligt Svenska Institutets studie av 12 storstadsbefolkningar världen över, anses Sverige omfatta den mest jämlika kulturen av 12 jämförda västländer. Sverige anses erbjuda hög livskvalitet och vara öppet, tolerant och jämställt. Svenska kulturuttryck rankas relativt sett sämst (4 av 12), liksom hur välkända svenska universitet och utbildningar är i världen.
En forskarstudie undersökte bedömningarna av 30 andra nationaliteter sett från det egna perspektivet i 15 europeiska länder. De olika ländernas bedömning av de andras kulturella egenskaper sammanföll relativt starkt. Den svenska kulturen bedömdes som den mest moderna efter den tyska och amerikanska.. Svenskar bedömdes varken vara mer eller mindre självkontrollerade än andra. Bedömningarna av den svenska kulturen varierade mer än nationsbedömningarna i genomsnitt. Bedömningar av skandinaver är gynnsamma i allmänhet och blir mer gynnsamma med ökat geografiskt avstånd. Skandinaver uttrycker sig mer kritiskt mot varandra; finnar och norrmän ser svenskar som självständiga men arroganta. I slutändan är dock skandinavernas syn på sina faktiska egenskaper i stort sett identisk.
Den svenska myndighet som arbetar för att främja bilden av svensk kultur utomlands heter Svenska institutet. Statens och näringslivets verksamhet för att stärka sverigebilden i utlandet samordnas av Nämnden för Sverigefrämjande i Utlandet.

### Kulturell självkritik

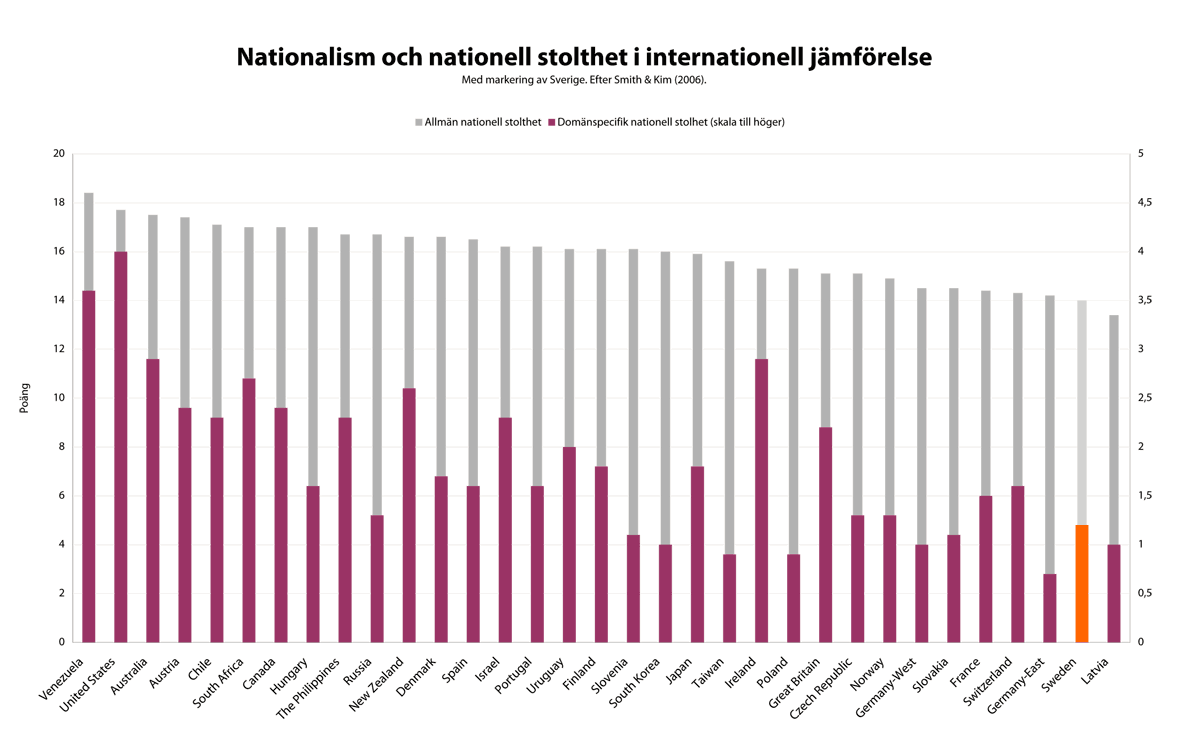
Den svenska värderingsgrunden är starkt självkritisk och omfattar en anti-nationalism med mycket låga nivåer av stolthet över den egna gruppen och kulturen.

Den svenska synen på sig själv har varierat över tiden. Inställningen präglas av kulturell självkritik och anti-nationalism. Studier av nationell stolthet visar att Sverige är det mest anti-nationalistiska och självkritiska landet av samtliga 33 undersökta länder, efter Lettland. Bedömningen av den egna kulturen delas av länder som Tyskland, men står i motsats till attityderna i USA och Australien.
Kulturforskaren Karl-Olov Arnstberg menar att svenskheten har ett kulturförnekande drag. Ekonomhistorikern Mauricio Rojas framhåller hur svenskar tror att de saknar nationalkaraktär: "[Sverige är en] kompakt nation utan nationell känsla. Svenskheten har alltid varit så naturlig att svenskarna till och med tror att de saknar nationalkaraktär".